# Gavridar
Gavridar o Gavridad fou un petit estat tributari protegit del prant de Halar al Kathiawar, a la presidència de Bombai. Era una taluka i estat de primera classe, branca de la nissaga de Rajkot. Era format per sis pobles, amb un únic tributari. La població el 1881 era de 3.055 habitants. Els ingressos s'estimaven el 1881 en 1.300 lliures de les quals 101 eren pagades com a tribut al govern britànic i 61 al nawab de Junagarh. La superfície era de 70 km² i el formaven 6 pobles. L'estat fou concedit al segle XVIII a Modji, el cinquè fill de Thakur Saheb Mehramanji II de Rajkot, format per Gavridar i cinc altres viles. Palitana fou la seva anterior residència.

## Llista de thakurs[2]
- Thakur Saheb Modji mehramanji
- thakur saheb raghoji modji
- thakur saheb patoji raghoji
- thakur saheb modji ii patoji
- thakur saheb meruji modji ?-1855
- thakur saheb pratapsinhji meruji 1855-1911
- thakur saheb dipsinhji pratapsinhji 1911-?
- thakur saheb bhawanisinhji dipsinhji ?-1949